# László Batthyány-Strattmann
Blaženi László Batthyány-Strattmann (njemački: Ladislaus Batthyány-Strattmann; Dunakiliti, 28. listopada 1870. - Beč, 22. siječnja 1931.) bio je mađarski aristokrat i liječnik. Do 1914. bio je poznat kao László Batthyány. Kao pobožni rimokatolik, postao je poznat kao "liječnik siromašnih", a Katolička Crkva proglasila ga je blaženim 2003. godine. Imao je velik broj djece.

## Rani život
László Batthyány-Strattmann rođen je 28. listopada 1870. u Dunakilitiju na granici Austrije i Mađarske, u vrijeme Austro-Ugarske, u mađarskoj aristokratskoj obitelji vrlo duge tradicije, kao šesti od desetero braće. Obitelj se preselila u Austriju 1876. Njegovo djetinjstvo bilo je pokvareno činjenicom da je njegov otac napustio obitelj i prešao na protestantizam kako bi oženio drugu ženu. Lászlu je majka umrla kad mu je bilo dvanaest godina. 
Aristrokratska obitelj Batthyány, potječe još iz kraja 9. stoljeća. Korijene vuče od jednog od prvih suradnika ugarskog vođe Arpada. Ogranak te obitelji, djelovao je i u Hrvatskoj od početka 15. stoljeća. Imali su posjede u varaždinskoj i zagrebačkoj županiji te su više članova te obitelji bili hrvatski banovi. Tijekom turskih osvajanja u 16. stoljeću preselili su svoje podložnike sa svojih posjeda u istočnoj Hrvatskoj na prekodravska imanja i u Gradišće. Dvorac Batthyany u Ludbregu bio je potkraj 17. stoljeća u vlasništu hrvatskog bana Adama Batthyányja i njegova žena Eleonora rođ. Strattmann. U dvorcu se nalazi kapela Sv. Križa, u kojoj se 1411. godine, prema predaji, dogodilo vjersko čudo pretvorbe misnog vina u krv, od čega potječe relikvija Krvi Kristove iz Ludbrega.
Prema oporuci svoga oca, László Batthyány-Strattmann najprije se pripremio brinuti se za golemu imovinu Batthyányjevih. Prvo je u Beču studirao poljoprivredu, a kasnije i mnoge druge predmete, uključujući kemiju, filozofiju i glazbu. U tom kaotičnom razdoblju svog života dobio je i izvanbračnu kćer.

## Karijera i obitelj
Batthyány je postao student medicine 1896., a doktorirao je 1900. Školovao se za liječnika opće medicine, ali je ubrzo specijalizirao kirurgiju, a kasnije i oftalmologiju. To je razdoblje također pratila obnova njegove vjere. Upoznao je groficu Mariju Theresiju Coreth zu Coredo und Starkenberg, pobožnu rimokatolkinju, s kojom se vjenčao u Beču 10. studenog 1898. Par je imao trinaestero djece. Jedan od sinova - vojvoda László János József Károly Mária Batthyány-Strattmann bio je diplomirani inženjer, vitez Reda zlatnog runa, malteški vitez, nasljedni veliki meštar županije Vas, nasljedni Član Gornjeg doma i papin tajni komornik.
Godine 1902. Batthyány je otvorio privatnu bolnicu s dvadeset i pet kreveta u Kittseeu u Gradišću u Austriji. U to vrijeme, 35% stanovnika mjesta činili su Gradišćanski Hrvati. Tamo je radio kao liječnik opće prakse, a kasnije se specijalizirao kao kirurg i okulist. Tijekom Prvog svjetskog rata, bolnica je proširena za primanje ranjenih vojnika na liječenje.
Godine 1915. Batthyány i njegova obitelj preselili su se u dvorac Kirmied u Mađarskoj, koji je naslijedio nakon smrti svog rođaka princa Edmunda Batthyanyja-Strattmanna 1914.; također je naslijedio titulu "princa" (njemački: Fürst, mađarski: herceg) i usvojio dodatno prezime "Strattmann". U Kirmiedu je nastavio liječničku praksu, a postao je poznat po besplatnom liječenju siromašnih pacijenata, što mu je priskrbilo titulu "liječnika siromašnih". Batthyány je jedno krilo dvorca pretvorio u bolnicu za oftalmološke pacijente.
U dobi od 60 godina, Batthyányju je dijagnosticiran rak mokraćnog mjehura i primljen je u sanatorij Löw u Beču. Nakon četrnaest mjeseci bolesti umire u siječnju 1931. godine.

## Beatifikacija
Proces proglašenja blaženim započeo je 1944. zajedničkim naporom nadbiskupa Beča (Austrija) i biskupa Szombathelya (Mađarska). Proces je nakon toga neko vrijeme zaboravljen, prije nego što je ponovno pokrenut 1982. godine na inicijativu biskupa Eisenstadta (Austrija), Stefana Lászla. Dana, 11. srpnja 1992. László Batthyány-Strattmann proglašen je časnim slugom - nužan korak za beatifikaciju. Blaženim ga je 23. ožujka 2003. proglasio papa Ivan Pavao II.

## Galerija
- Dvorac Kirmied u Mađarskoj, koji je naslijedio nakon smrti svog rođaka princa.
- Njegovi posmrtni ostaci nalaze se u bočnoj kapeli franjevačke samostanske crkve u Novom Gradu u Gradišću.
- Crkva izgrađena u čast Gospe Fatimske i u spomen na Lászla Batthyány-Strattmanna u Szombathelyju.